# Tatjana Mannima
Tatjana Mannima (* 10. Januar 1980 in Kiviõli) ist eine estnische Skilangläuferin.

## Werdegang
Mannima nimmt seit 2002 an Wettbewerben der Fédération Internationale de Ski teil. 2005 gewann sie den Tartu Maraton. Ihr erstes Weltcuprennen lief sie im Januar 2006 in Otepää, welches sie auf dem 32. Platz über 10 km klassisch beendete. Ihre besten Platzierungen bei den Olympischen Winterspielen 2006 in Pragelato waren der 41. Rang im Sprint und im 30-km-Massenstartrennen und den 17. Platz in der Staffel. Im März 2007 holte sie mit dem 28. Platz über 30 km klassisch in Oslo und den 25. Platz im 15-km-Skiathlon in Falun ihre ersten und bisher einzigen Weltcuppunkte. Ihre besten Platzierungen bei den nordischen Skiweltmeisterschaften 2007 in Sapporo waren der 43. Platz im Sprint und der 15. Rang mit der Staffel. Die Tour de Ski 2007/08 und 2008/09 beendete sie auf dem 41. und dem 36. Platz in der Gesamtwertung. Ihre besten Resultate bei den nordischen Skiweltmeisterschaften 2009 in Liberec waren der 34. Rang im 30-km-Massenstartrennen und der 14. Platz mit der Staffel. Bei den Olympischen Winterspielen 2010 in Vancouver belegte sie den 57. Rang über 10 km Freistil, den 43. Platz im Skiathlon und den 41. Rang im 30-km-Massenstartrennen. In der Saison 2012/13 nahm sie vorwiegend an Wettbewerben des Marathoncups teil, den sie erfolgreich mit dem ersten Platz in der Gesamtwertung beendete. Bei den nordischen Skiweltmeisterschaften 2013 im Val di Fiemme errang sie den 31. Platz im 30-km-Massenstartrennen und den 13. Platz mit der Staffel. Die Tour de Ski 2012/13 und 2013/14 beendete sie mit dem 46. und dem 42. Rang in der Gesamtwertung. In der Saison 2014/15 gewann sie die Gesamtwertung im Skilanglauf-Marathon-Cup. Dabei siegte sie beim Transjurassienne, beim Tartu Maraton und beim Bieg Piastów. Bei den nordischen Skiweltmeisterschaften 2015 in Falun kam sie auf den 13. Platz mit der Staffel. In der Saison 2016/17 belegte sie beim König-Ludwig-Lauf den dritten Platz und beim Tartu Maraton den zweiten Rang und erreichte damit den vierten Platz in der Gesamtwertung des Worldloppet Cups. Im Dezember 2016 wurde sie estnische Meisterin im Skiathlon. Bei den nordischen Skiweltmeisterschaften 2017 in Lahti kam sie auf den 43. Platz im 30-km-Massenstartrennen und auf den 14. Rang mit der Staffel. Ihr bestes Ergebnis bei den Olympischen Winterspielen 2018 in Pyeongchang war der 28. Platz im 30-km-Massenstartrennen.
In der Saison 2018/19 wurde Mannima Dritte beim König-Ludwig-Lauf und jeweils Zweite beim Dolomitenlauf und Tartu Maraton und errang damit den zweiten Platz in der Gesamtwertung des Worldloppet Cups. Im Dezember 2018 wurde sie in Otepää estnische Meisterin im Skiathlon.

## Erfolge

### Siege bei Worldloppet-Cup-Rennen
Anmerkung: Vor der Saison 2015/16 hieß der Worldloppet Cup noch Marathon Cup.
| Nr. | Datum            | Ort              | Rennen           | Disziplin                   |
| --- | ---------------- | ---------------- | ---------------- | --------------------------- |
| 1.  | 7. Februar 2015  | Lamoura          | Transjurassienne | 56 km klassisch Massenstart |
| 2.  | 15. Februar 2015 | Otepää           | Tartu Maraton    | 63 km klassisch Massenstart |
| 3.  | 28. Februar 2015 | Szklarska Poręba | Bieg Piastów     | 50 km klassisch Massenstart |

### Sonstige Siege bei Skimarathon-Rennen
- 2005 Tartu Maraton, 63 km klassisch

## Teilnahmen an Weltmeisterschaften und Olympischen Winterspielen

### Olympische Spiele
- 2006 Turin: 17. Platz Staffel, 41. Platz 30 km Freistil Massenstart, 41. Platz Sprint Freistil, 51. Platz 10 km klassisch
- 2010 Vancouver: 41. Platz 30 km klassisch Massenstart, 43. Platz 15 km Skiathlon, 57. Platz 10 km Freistil
- 2018 Pyeongchang: 28. Platz 30 km klassisch Massenstart, 39. Platz Sprint klassisch, 50. Platz 10 km Freistil, 56. Platz 15 km Skiathlon
- 2022 Peking: ohne Einsatz

### Nordische Skiweltmeisterschaften
- 2007 Sapporo: 15. Platz Staffel, 43. Platz Sprint klassisch, 56. Platz 10 km Freistil
- 2009 Liberec: 14. Platz Staffel, 34. Platz 30 km Freistil Massenstart, 41. Platz 10 km klassisch, 45. Platz 15 km Skiathlon
- 2013 Val di Fiemme: 13. Platz Staffel, 31. Platz 30 km klassisch Massenstart
- 2015 Falun: 13. Platz Staffel
- 2017 Lahti: 14. Platz Staffel, 43. Platz 30 km Freistil Massenstart

## Weltcup-Statistik
Die Tabelle zeigt die erreichten Platzierungen im Einzelnen.
- 1.–3. Platz: Anzahl der Podiumsplatzierungen
- Top 10: Anzahl der Platzierungen unter den ersten zehn
- Punkteränge: Anzahl der Platzierungen innerhalb der Punkteränge
- Starts: Anzahl gelaufener Rennen in der jeweiligen Disziplin
- Hinweis: Bei den Distanzrennen erfolgt die Einordnung gemäß FIS.

| Platzierung               | Distanzrennen a | Distanzrennen a | Distanzrennen a | Distanzrennen a | Distanzrennen a | Skiathlon Verfolgung | Sprint | Etappen- rennen b | Gesamt | Team c | Team c  |
| Platzierung               | ≤ 5 km          | ≤ 10 km         | ≤ 15 km         | ≤ 30 km         | > 30 km         | Skiathlon Verfolgung | Sprint | Etappen- rennen b | Gesamt | Sprint | Staffel |
| ------------------------- | --------------- | --------------- | --------------- | --------------- | --------------- | -------------------- | ------ | ----------------- | ------ | ------ | ------- |
| 1. Platz                  |                 |                 |                 |                 |                 |                      |        |                   |        |        |         |
| 2. Platz                  |                 |                 |                 |                 |                 |                      |        |                   |        |        |         |
| 3. Platz                  |                 |                 |                 |                 |                 |                      |        |                   |        |        |         |
| Top 10                    |                 |                 |                 |                 |                 |                      |        |                   |        |        | 1       |
| Punkteränge               |                 |                 |                 | 1               |                 | 1                    | 1      |                   | 3      | 1      | 5       |
| Starts                    | 10              | 29              | 1               | 4               |                 | 17                   | 28     | 6                 | 95     | 1      | 5       |
| Stand: Saisonende 2017/18 |                 |                 |                 |                 |                 |                      |        |                   |        |        |         |